# 5. oklepna divizija (ZDA)
5. oklepna divizija (izvirno angleško 5th Armored Division) je bila oklepna divizija Kopenske vojske ZDA.